# الجزولي (لمجاعرة)
الجزولي هي إحدى مشيخات المملكة المغربية، تتبع جغرافيا لإقليم وزان وإداريًا للمجاعرة. يقدر عدد سكانها بـ 5181 نسمة حسب الإحصاء الرسمي للسكان والسكنى لسنة 2004.